# Богорово (Ямбольська область)
Бого́рово (болг. Богорово) — село в Ямбольській області Болгарії. Входить до складу общини Стралджа.

## Населення
За даними перепису населення 2011 року у селі проживали 85 осіб, з них 84 особи (98,8%) — болгари.
Розподіл населення за віком у 2011 році:
Динаміка населення: